# Haytarma
Pour plus de détails, voir Fiche technique et Distribution.
Haytarma (Хайтарма) est un film ukrainien réalisé par Akhtem Seitablaev, sorti en 2013.

## Synopsis
L'histoire du Héros de l'Union soviétique Soultan Amet-Khan dans le contexte de la déportation des Tatars de Crimée.

## Fiche technique
- Titre : Haytarma
- Titre original : Хайтарма
- Réalisation : Akhtem Seitablaev
- Scénario : Nikolay Rybalka
- Musique : Dzhemil Karikov et Sergey Krutsenko
- Photographie : Vladimir Ivanov
- Montage : Sergo Klepach
- Production : Ivanna Dyadyura
- Société de production : Qartbaba Production et TVP
- Pays :  Ukraine
- Genre : Drame, biopic, historique et guerre
- Durée : 89 minutes
- Dates de sortie : 
  -  Ukraine : 18 mai 2013

## Distribution
- Dinara Avaz
- Alexeï Gorbounov
- Usnie Khalilova
- Andrey Mostrenko
- Andrey Saminin
- Akhtem Seitablaev
- Valeriy Shitovalov
- Yuriy Tsurilo

## Distinctions
Le film a reçu le Nika du meilleur film de la CEI ou des pays baltes.